# Gymnoleon veyrierisi
Gymnoleon veyrierisi är en insektsart som beskrevs av Navás 1937. Gymnoleon veyrierisi ingår i släktet Gymnoleon och familjen myrlejonsländor. Inga underarter finns listade i Catalogue of Life.